# Soldatini in plastica 1/72
I soldatini in plastica 1/72 sono una tipologia di soldatini in scala 1/72, una delle scale principali del genere, realizzati in polietilene (“plastica morbida”) o polistirene (“plastica dura”).
La scala 1/72 in plastica è un po' più piccola di quella in metallo e varia dai 20 mm ai 23 mm.

## Storia
La nascita di questo tipo di soldatini va ascritta alla casa modellistica inglese Airfix. I soldatini erano realizzati in plastica monocolore specifica per  ogni scatola, e potevano poi essere dipinti a mano con apposite vernici a smalto per modellismo, come quelle prodotte dalla Humbrol.
Nel mercato italiano i soldatini 1/72 furono introdotti e diffusi dalla Atlantic a partire dal 1971, quando fu immessa sul mercato la serie "Soldati d'Italia".
Il successo degli 1/72 deriva da quello dei soldatini in scala 1/32 (la “scala grande”) che esisteva negli anni 60-70 e primi anni ottanta. A partire dagli anni 80 il mercato di questo tipo di giochi ha avuto un tracollo, per via dell'avvento di altri passatempi come i videogiochi e per la diseducatività attribuita ai giochi di tipo militare.  Negli anni '80 la Atlantic passò la mano ad un'altra casa italiana, la Esci, che produsse dei soggetti che tuttora vengono ristampati dalla Italeri. La contrazione delle vendite determinò la scomparsa di questi prodotti dai negozi di giocattoli, divenuti unico appannaggio dei negozi di modellismo; molte case di produzione come l’Atlantic e la Esci fallirono.
Alla fine degli anni '90 il mercato dei soldatini visse un periodo di ripresa; il mercato odierno registra uscite di nuovi prodotti con un ritmo abbastanza sostenuto. Questa ripresa è attribuita a diversi fattori come il ritorno del genere storico e militare nella programmazione televisiva e cinematografica, le continue proposte editoriali di prodotti distribuiti a fascicoli nelle edicole, il rinnovato interesse per i wargame.
Alcuni dei prodotti della Atlantic sono ad oggi ristampati da aziende modellistiche come la Waterloo 1815 e la Nexus Editrice: quest'ultima può vantare ad oggi più di 200.000 scatole vendute nel mondo di ristampe Atlantic.
La produzione copre ormai quasi tutte le epoche storiche anche se quelle di maggior successo sono relative a Repubblica e Impero Romano, Epopea Napoleonica e Seconda guerra mondiale.

## Produttori
- A Call To Arms
- Accurate
- Airfix
- Almark
- Armourfast
- Atlantic
- Barcelona Universal Models
- Baravelli
- Britains
- Caesar
- Canè
- Coates&Shine
- Czech Master's Kits
- Dark Dream Studio
- Emhar
- Esci
- Evolution
- Forces Of Valor
- Fujimi

- GerMan
- Gulliver
- Hasegawa
- HaT
- Heller
- HYTTY
- IMEX
- Italeri
- Legio]
- Lucky Toys
- LW
- Matchbox
- Metch
- MiniArt
- MIR

- Nexus
- Nikolai
- Odemars
- Orion
- Pegasus
- Pobeda
- Preiser
- RedBox
- Retrokit
- Revell
- Strelets*R
- Valdemar
- Valiant
- Waterloo 1815
- Zvezda